# Thư sinh xinh đẹp
Thư sinh xinh đẹp (tiếng Trung: 漂亮书生; bính âm: Piao Liang Shu Sheng; tiếng Anh: In A Class Of Her Own) là bộ phim truyền hình Trung Quốc ra mắt năm 2020 với sự tham gia của Cúc Tịnh Y, Tống Uy Long, Tất Văn Quân và Vương Thụy Xương. Bộ phim dựa trên phim truyền hình Hàn Quốc ra mắt năm 2010 của đài KBS2 Sungkyunkwan Scandal. Bộ phim được công chiếu trên toàn cầu trên nền tảng dịch vụ xem phim trực tuyến IQIYI với phụ đề đa ngôn ngữ từ ngày 23 tháng 7 năm 2020.

## Kênh phát sóng
| Kênh  | Quốc gia   | Ngày bắt đầu        | Thời gian |
| ----- | ---------- | ------------------- | --- |
| iQIYI | Trung Quốc | 23 tháng 7 năm 2020 | Tài khoản VIP: Cập nhật 2 tập vào lúc 20h thứ 5 đến thứ 7 và xem 6 tập trước. Tài khoản thường: Cập nhật 2 tập vào lúc 20h thứ 5 đến thứ 7. |

## Diễn viên
- Cúc Tịnh Y vai Tuyết Văn Hi
- Tống Uy Long vai Phong Thừa Tuấn
- Tất Văn Quân vai Vũ Lạc Huyên
- Vương Thuỵ Xương vai Lôi Trạch Tín
- Chu Thánh Y  vai Mục Tiểu Mạn
- Trần Dịch Long vai Hàn Thắng Trí
- Trương Hâm vai Hàn Thục Mẫn